# Sharon Hunt
Sharon Hunt, född den 11 oktober 1977 i Bury St Edmunds i Storbritannien, är en brittisk ryttare.
Hon tog OS-brons i lagtävlingen i fälttävlan i samband med de olympiska ridsporttävlingarna 2008 i Peking.